# 手裏劍

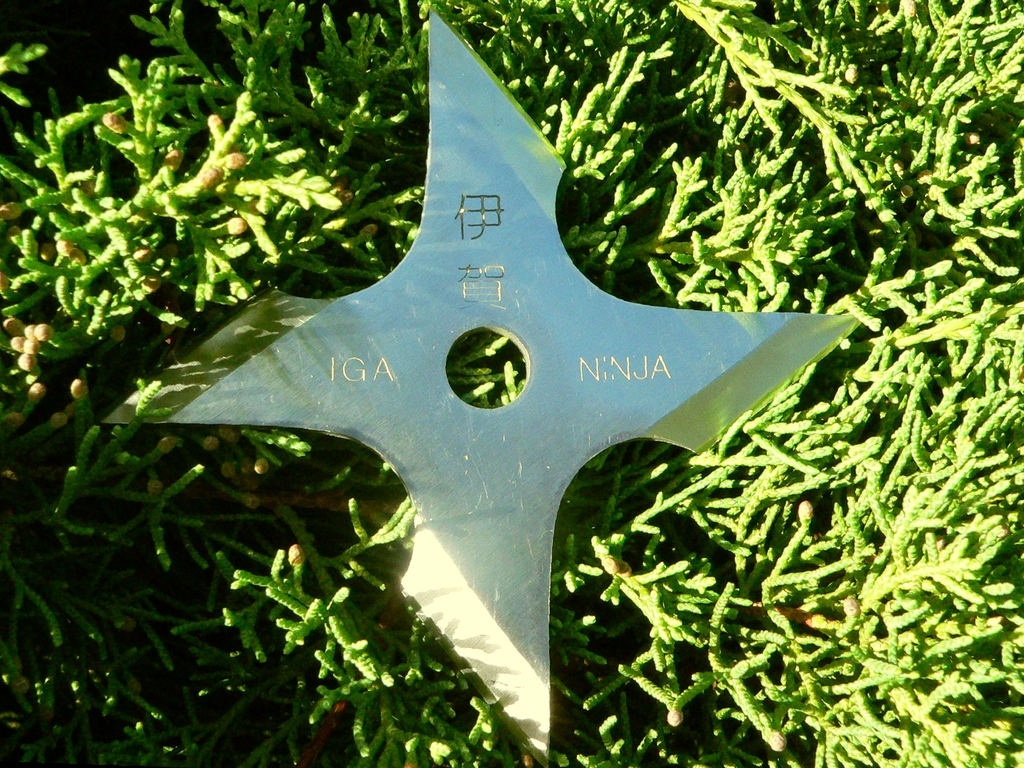
“卍”字型手裏劍

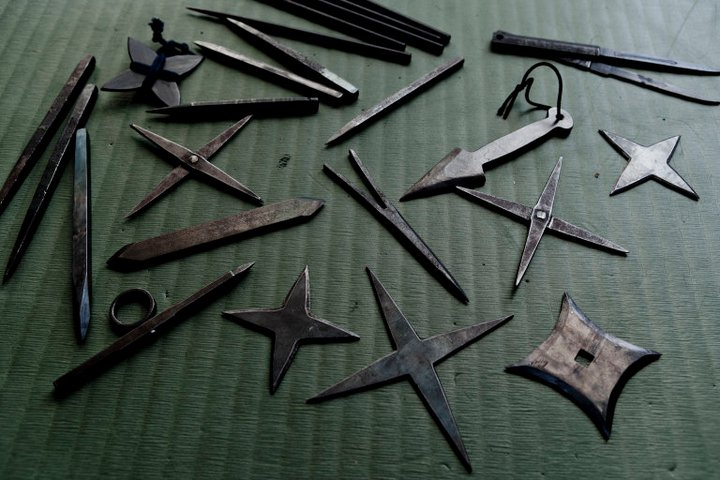

手裏劍（日语：／ Shuriken）是一种主要由日本忍者所使用的投射类武器，常见用途是在自己發生危險時丢向遠方的敵人，以便产生伤敌、毙敌的作用而使自身脫困。
手里剑分为两种，一种是棒手里剑，形状为一根长度在15-25公分以内的金属直棒，一端或两端有尖；另一种因其形状酷似风车而被称为“车手里剑”，常见的有八方手里剑、六方手里剑、四方手里剑、三方手里剑以及“卍”字手里剑等。

## 目前日本包含手裏劍術的主要流派
- 専門流派
  - 白井流
  - 知新流

- 包含手裏劍術的流派
  - 根岸流
  - 新陰流
  - 伊贺断影流
  - 香取神道流
  - 本覺克己流
  - 諸賞流
  - 講武實用流

- 現代流派
  - 一空流
  - 明府真影流
  - 八角流